# 上村彩子の超ラジ!Rookie
『Voice of A&G Digital 上村彩子の超ラジ!Rookie』（うえむらあやこのちょうラジルーキー）は、2007年10月4日から2008年4月3日まで放送されたラジオ番組。

## 放送概要
パーソナリティ
- 上村彩子

放送期間
- 2007年10月4日 - 2008年4月3日

放送時間
- 本放送 木曜日 16:00 - 17:00
- 再放送 木曜日 25:00 - 26:00

## 主なコーナー
ふつおた
- メールテーマに沿ったメールの紹介（メールテーマは公式ブログ、番組内で発表）。

あやたんのトレンドチャッチ
- 上村がトレンドに関するクイズに挑戦するコーナー。3つのヒントが用意され、第1ヒントで当てると3トレンドポイント、第2ヒントで2トレンドポイント、第3ヒントで1トレンドポイント、それでも正解できないと1ペナルティポイント。10トレンドポイントでご褒美、10ペナルティポイントで罰ゲームとなる。
- 2008年1月の放送で、10ペナルティポイントを達成してしまい、リスナーから罰ゲームを募集。結果、「みんなの元氣プロジェクト」で決まったばかりのギャグ「あやたん ターン」を振り付きでトレンドスポット3箇所で行った。

あやたんのはじめて物語
- トレンドチャッチの後コーナー。

みんなの元氣プロジェクト!!
元気の出る方法に挑戦するコーナー。元気の漢字に「元氣」を使用しているのは、所属する事務所「元氣プロジェクト」に由来する。モノマネやギャグの募集などもあった。
- 2008年1月の放送で、リスナーから上村の「持ちギャグ」を募集した結果「あやたん ターン」が採用され、以降、挨拶や、ラジオドラマなどで頻繁に使用された。なお、定着後、公式ブログでは、実際の掛け声に近い「あーやたーんたーん!」（最後の「たーん!」に1番強いアクセントがある）と記述されていた。また、公式ブログに振り付けも掲載されている。

カラフルドラマシアター

## エピソード
- 自己紹介は「あやたんこと上村彩子」としていた。
- 「超ラジ!Rookie解散式」で、2期ルーキー4名が披露した曲の振り付けを担当した。